# Liga Continental de Hóquei de 2016–17
A Liga Continental de Hockey de 2016–17 é a nona edição da liga de hóquei no gelo euro-asiática. A edição foi iniciada em agosto de 2016.

## Mudanças
A liga admitiu a entrada do primeiro clube chinês o HC Kunlun Red Star, de Pequim, sendo a 29º franquia.